# Nancy Allbritton
Nancy Allbritton es una profesora y presidenta Kenan en el Departamento de Ingeniería Biomédica de la Universidad de Carolina del Norte en Chapel Hill y en la Universidad Estatal de Carolina del Norte.

## Biografía
Es conocida por su trabajo en el análisis de una sola célula. Utilizando métodos de ingeniería, crea herramientas para comprender y manipular mejor las células y los tejidos vivos. Las plataformas de microingeniería, los microfluidos y los nuevos ensayos bioquímicos permiten a los científicos estudiar la señalización celular y la transducción de señales a nivel de una sola célula.

## Educación
Estudió en la Universidad Johns Hopkins para un doctorado en medicina y en el Instituto de Tecnología de Massachusetts para un doctorado en ingeniería médica en los años ochenta.

## Premios
- MIT, Beca de Ciencias de la Salud y Tecnología (1985)
- Premio Searle Scholar (1995)
- Premio Beckman Young Investigator (1995)[3]
- Premio de investigación UCI Midcareer (2003)
- Universidad Estatal de Iowa , Mary K. y Velmer A. Fassel Award (2009)[4]